# Stora Vivasten
Stora Vivasten är en ö i Finland. Den ligger i Finska viken och i kommunen Kyrkslätt i den ekonomiska regionen  Helsingfors i landskapet Nyland, i den södra delen av landet. Ön ligger omkring 21 kilometer väster om Helsingfors.
Öns area är 5,4 hektar och dess största längd är 390 meter i sydöst-nordvästlig riktning.